# يو إف سي ليلة القتال: هيرمانسون ضد كانونير
يو إف سي ليلة القتال: هيرمانسون ضد كانونير (بالإنجليزية: UFC Fight Night: Hermansson vs. Cannonier)‏ هو حدث لفنون القتال المختلطة نظمته يو إف سي، أُقيم في 28 سبتمبر 2019، على رويال أرينا في كوبنهاغن، الدنمارك.